# Инсанов, Али Биннатович
Али Биннатович Инсанов (азерб. İnsanov Əli Binnət oğlu род. 22 марта 1946, Ламбалу, Ноемберянский район) — азербайджанский государственный деятель, академик, врач, бывший министр здравоохранения Азербайджана, заслуженный деятель наук.

## Биография
Родился 22 марта 1946 года в селе Ламбали Ноемберянского района Армянской ССР. Три года спустя семья, подвергнутая депортации, была сослана в село Агкильса Басаркечарского района. После возвращения из трёхлетней ссылки Али Инсанов пошёл в первый класс средней школы. Среднюю школу окончил в 1965 году с серебряной медалью. В 1972 году окончил факультет лечебной профилактики Азербайджанского Государственного института медицины.
В 1974 году завершил с отличием двухлетние курсы английского языка.
Имеет сына Видади Инсанова и дочь Айлу Штелен. Есть внуки.

## Карьера
Начинал трудовую деятельность врачом-ординатором в Научно Исследовательском Институте Туберкулеза Азербайджана. Занимал различные должности в этом институте. Младший научный сотрудник, старший научный сотрудник, начальник отдела научных работ, заместитель директора по научным трудам, а с 1985 года директор института.
В 1977 году защитил кандидатуру и в 1985 году докторантуру в Москве. С 1985 года также преподавал на кафедре «Туберкулеза» в Азербайджанском Университете Медицины и с 1991 года назначен заведующим этой кафедры. Профессор с 1992 года. Назначен министром здравоохранения Азербайджана в 1993 году. В 2001 году избран действующим членом академии наук Азербайджана. Вице-президент Всемирного Научного Общества Биотехнологов.
Член Международного Сообщества Против Туберкулеза, Европейского общества Респираторов, Нью-Йоркской Академии Наук и Российской академии естественных наук. Избран вице-президентом Верхней ассамблеи Всемирной организации здравоохранения в 1998 году. Избран депутатом в Милли Меджлис Азербайджана в 1995 году.
Создатель первого лекарственного препарата на основе целебных трав Азербайджана, «Бронхолитин Инсанова».
Создал школу физиотерапии и пульмонологии в Азербайджане. Под его руководством защищены 25 кандидатских и 8 докторских диссертаций. Автор 4 книг, 200 научных статей и докладов, которые с были с интересом приняты в таких странах как США, Великобритания, Франция, Китай, Германия, Турция, Иран, Индия, Япония, Израиль, Швеция, Куба, Индонезия, Бельгия и Пакистан.

## Арест
20 октября 2005 года Али Инсанов был задержан  по специальному указанию президента Ильхам Алиева  по обвинению в подготовке насильственного захвата и удержании власти,
Во время проведенного в ходе расследования обыска, в личной квартире Али Инсанова по адресу: улица Джафара Хандана, 50, а также на его дачах были обнаружены 30 тысяч манатов. Но сотрудники Министерства национальной безопасности Азербайджана позже добавили тонны золотых слитков в протокол и приписали их академику.
30 октября 2005 года, почти сразу после ареста, Али Инсанов написал открытое письмо президенту Азербайджана Ильхаму Алиеву, осудив Ильхама Алиева за этот отвратительный акт..

## Суд
Воспользовавшись служебными полномочиями, Инсанов сфальсифицировал документы, касающиеся технического состояния и хозяйственной важности объектов, а в ряде случаев вопреки желанию коллектива и путём объединения их рабочего режима создал правовую и фактическую основу для присвоения ряда объектов.
В своей обвинительной речи прокурор требовал приговорить экс-министра к 12 годам лишения свободы, на что Али Инсанов ответил:

 Я политический заключенный, арестованный по политическим мотивациям, и я не признаю себя виновным ни по одной статье Уголовного кодекса. — Али Инсанов: "Я невиновен!"
Во время суда экс-министр здравоохранения обещал журналистам, что сделает ряд шокирующих заявлений, после чего журналисты под разными предлогами были выдворены из зала суда.

## Приговор
15 лет лишения свободы с заменой тремя годами колонии-поселения в г.Сумгаит

## Оппозиционная деятельность
14 марта 2019 года Али Инсанов наряду с несколькими десятками других заключенных был помилован. Экс-министр занял критическую позицию по отношению к власти, а в начале мая заявил о желании создать оппозиционную партию.

## Награды
- За научный исследования награждён золотой медалью в Санкт-Петербурге Российской Академии Наук.
- «Большой золотой медалью» им. Альберта Швейцера Польской Академии Медицинских Наук.